# Chano Pozo
Luciano „Chano“ Pozo y Gonzales (* 7. Januar 1915 in Havanna; † 2. Dezember 1948 in New York City) war ein kubanischer Sänger, Tänzer und Percussionist. Er ist ein wichtiger Wegbereiter des Latin Jazz.

## Leben und Wirken
Pozo hatte schon in jungen Jahren westafrikanische Rhythmen studiert und gehörte einem nigerianische Traditionen pflegenden Geheimbund, dem Abakwa-Kult, an. Pozo war schon auf Kuba ein erfolgreicher Musiker, dessen Band Conjunto Azul sehr bekannt war und die mit ihm befreundete Sängerin Rita Montaner begleitete. Als Tänzer war er eines der ersten Mitglieder der ersten Tropicana Shows. 1940 gewann er mit Musikerkollegen den ersten Preis beim Karneval von Santiago de Cuba mit La Comparsa de los Dandys – und Dandy-mäßig war auch seine Kleidung. 1946 kam er durch Mario Bauzá nach New York, den Arrangeur in der Band seines Schwagers Machito, mit dem auch Pozo eng verbunden war, um zunächst bei Machito und bei Miguelito Valdés zu spielen. Durch Vermittlung Bauzas kam Chano Pozo 1947 zu Dizzy Gillespie; dieser verschmolz dessen Conga- und Bongo-Spiel und damit die afrokubanischen Wurzeln des Jazz mit dem Bebop als Cubop, mit Stücken wie Cubana Be Cubana Bop, Tin Tin Deo, Manteca (die Kompositionen schrieb Pozo mit anderen Musikern). Weitere Kompositionen von ihm waren Blen, blen, blen, Nague, El Pin Pin, Llora Serende oder Rumba en Swing.
Der cholerisch veranlagte Pozo wurde im Rio-Cafe an der Lennox Avenue in Harlem rücklings erschossen, als er gerade zu seinem Manteca aus der Jukebox Rumba tanzte. Der Täter war der puerto-ricanische Ex-US-Army-Korporal (und Marihuana-Dealer) Eusebio Munoz, der dafür 5 Jahre absaß (da er Weltkriegsveteran war, erhielt er mildernde Umstände). Wahrscheinliches Motiv war, dass Munoz beleidigt darüber war, dass sich Pozo vorher über die Qualität des bei diesem gekauften Marihuanas beschwert hatte, es nicht bezahlen wollte und handgreiflich gegen ihn wurde. In den Schuhen des toten Pozo fand man 25.000 US-Dollar. Miles Davis schildert die Situation in seiner Autobiografie völlig anders. Laut Davis war Pozo Kokain-süchtig und hatte die Angewohnheit, nicht zu bezahlen. Als der Dealer sein Geld wollte, schlug Chano ihm ins Gesicht, woraufhin dieser seine Waffe zog und Pozo erschoss. Pozo war schon vorher in mehreren Schießereien verwundet worden.
Pozo, der nicht mit seinem Cousin Chino Pozo verwechselt werden darf, wurde auf dem Colon-Friedhof in Havanna beigesetzt.
Pozo machte Aufnahmen mit Machito, der Dizzy Gillespie Big Band, George Russell, James Moody, Milt Jackson, Arsenio Rodríguez und Tadd Dameron. Pozos „rhythmische Kraft“ wird nach Joachim Ernst Berendt darin deutlich, dass Gillespie in späteren Jahren „oft mehrere lateinamerikanische Perkussionisten gleichzeitig herangezogen hat und gleichwohl nie wieder die Wirkungen erreichte, die seiner Big Band mit Pozo allein gelangen.“
Sein in Havanna lebender Enkel Joaquín Pozo spielt ebenfalls Congas.

## Lexikalische Einträge
- Jürgen Wölfer, Lexikon des Jazz Wien, Hannibal 1999 ISBN 3-85445-164-4 (2. Auflage)